# Marsberg
Marsberg település Németországban, azon belül Észak-Rajna-Vesztfália tartományban. Lakosainak száma 19 704 fő (2023. december 31.). Marsberg Lichtenau, Warburg, Brilon és Bad Wünnenberg községekkel határos.

## Népesség
A település népességének változása:
| Lakosok száma | 22 276 | 19 740 | 19 640 | 19 377 | 19 736 | 19 704 |
|               | 1975   | 2017   | 2019   | 2021   | 2022   | 2023   |